# Adamnan
Adamnan, vagy Ionai Szent Adomnán (627/628 – 704. szeptember 23.) Iona apátja (679–704), szentek életrajzírója, államférfi és egyházjogász. Legfontosabb műve Szent Columba élete. Egyházjogi tevékenységéből kiemelhető az "Ártatlanok törvénye" (latinul "lex innocentium", kelta nyelven "Cáin Adomnáin", azaz Adomnan törvénye). Írországban, különösen Derryben, és Donegal megyében Szent Eunan (Saint Eunan) néven tisztelik neve gael verziójának (Naomh Adhamhnán) angol átirata nyomán.

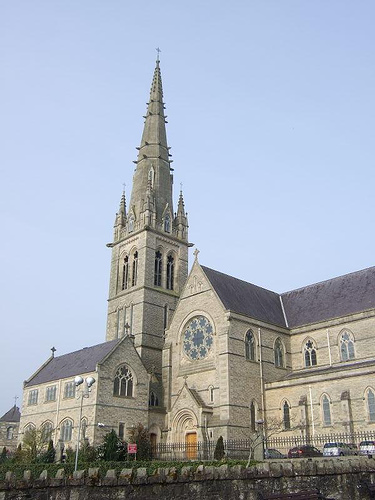
St. Eunan Katedrálisa, Letterkenny, Donegal megye, Írország

## Élete
Adomnán Colmán mac Sétna, Szent Columba unokatestvérének leszármazottja volt. Apja a Rónán mac Tinne, anyja pedig a Ronat nevet viselte. Adomnán a Donegal megyei Raphoe-ban született, Ulster tartományban. Egyházi karrierjét Druim Tuamma monostorában kezdte, 640 körül. Később Skreen monostorának lett az apátja Sligo megyében. 679-ben Iona apátja lett. Barátságban állt Aldfrith-tal, Northumbria későbbi urával. 686-ban Aldfrith testvérének, Ecgfrith northumbriai királynak a halála után Aldfrith lett a király. Ekkor Adomnán Northumbriában tartózkodott és Fínsnechta Fledach, Brega királyának kérésére közbenjárt 60 gael fogoly kiszabadítása érdekében, akiket két évvel korábban fogtak el egy rajtaütésben a northumbriaiak. Megbízásának sikerrel tett eleget.
Iona hagyományának megfelelően Adomnán számos alkalommal járt az angolok földjén. Beda Venerabilis beszámolója szerint egyik ilyen útja során Jarrow apátjának Ceolfrith-nek a hatására határozta el a Húsvét számítása római módjának átvételét, melyet egyébként a whitby-i zsinat már elfogadott az ír egyház számára. Beda kevésbé hihető beszámolója szerint emiatt összeütközésbe került az ionai szerzetesekkel, és el is kellett hagynia a kolostort egy időre.

## Művei

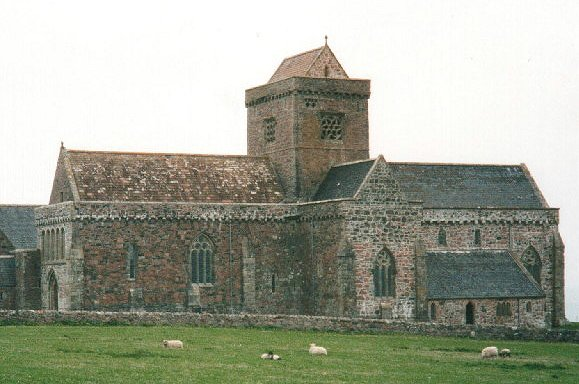
Iona Apátsága

697-ben a birri zsinaton, ír, dal ríatan és pikt előkelők jelenlétében kihirdette a nevéhez köthető, és a földesurak összecsapásaiban az ártatlanokat és nem harcolókat védő törvényt, mely emiatt az "Ártatlanok törvénye" nevet kapta. Ez volt az egyház részéről az egyik első próbálkozás, hogy kivonják a belharcokból a fegyvertelen személyeket.
Legismertebb alkotása a Vita Columbae, Columba élete. Ebben a szentéletrajzban megörökíti Iona alapítójának életét és tetteit. Emellett írt még egy művet a Szent helyekről ("De locis sanctis"), melynek forrásául a frank Arculf püspök szolgált, aki bejárta az akkori világ keresztény szent helyeit, és útja során rövid időre megállt Ionában is. Adomnán annyira fontosnak tartotta ezt a művét, hogy eljuttatott belőle egy példányt Aldfrith királynak is.
Fennmaradtak még költeményei is, melyek közül kiemelkedik Bridei pikt király (671-93) dicsőítése, valamint a northumbriaiak Dunnichen melletti győzelmének (685) megünneplése is.
Adomnán 704-ben halt meg, és mind Skóciában, mind Írországban szentként kezdték hamarosan tisztelni. Ünnepnapja szeptember 23.

## Érdekesség
Adomnán számol be arról, hogy Szent Kolumba visszaűzött egy szörnyet Loch Ness tavába. Ugyancsak a Columba életéről szóló művében számol be egy VI. században élt skót hercegről, Arturiusról, Aidan fiáról. Aidan a skótok királya volt i. sz. 574-től.

## Fordítás
- Ez a szócikk részben vagy egészben  az   Adomnán című angol Wikipédia-szócikk ezen változatának fordításán alapul.  Az eredeti cikk szerkesztőit annak laptörténete sorolja fel. Ez a jelzés csupán a megfogalmazás eredetét és a szerzői jogokat jelzi, nem szolgál a cikkben szereplő információk forrásmegjelöléseként.

## További információ
- Szántó Konrád: A katolikus egyház története. Budapest: Ecclesia. 1987.  ISBN 9633634814